# Thomas Lemar
Thomas Lemar (født 12. november 1995 på Guadeloupe), er en fransk fodboldspiller (midtbane), der spiller for Girona FC på leje fraAtlético Madrid, som han har repræsenteret siden 2018.

## Klubkarriere
Født på Guadeloupe i Caribien, rejste Lemar i 2010 til det franske fastland for at spille på ungdomsniveau for SM Caen. Han blev i 2011 en del af klubbens seniortrup og debuterede for førsteholdet 2. august 2013 i en Ligue 2-kamp mod Dijon. I sommeren 2015 skiftede han til AS Monaco.
Lemar var i 2017 med til at vinde det franske mesterskab med Monaco og nåede i samme sæson semifinalen i Champions League.
I sommeren 2018 skiftede Lemar til spanske Atlético Madrid i en transfer til en værdi af 630 mio. kr.

## Landshold
I perioden 2015-2016 spillede Lemar ni kampe og scoredet ét mål for det franske U/21-landshold. Han debuterede for A-landsholdet 15. november 2016 i en venskabskamp mod Elfenbenskysten. 31. august 2017 scorede han sine første to mål for landsholdet i en storsejr på 4-0 over Holland. Lemar blev af landstræner Didier Deschamps udtaget til VM 2018 i Rusland.